# 운산 전투
운산 전투(雲山 戰鬪)는 한국 전쟁 중기 북한 동부 전선에서 진격을 계속하여 한만 국경선을 눈앞에 둔 국군은 운산-영변 지역에서 중공군과 벌인 접전이다. 중공군의 세력을 과소 평가한 국군은 물자 부족과 열악한 조건 속에 진격을 감행함으로써 중공군에 의해 포위당하는 형세에 몰리게 되었으며, 많은 손실과 함께 퇴각하지 않을 수 없었다.

## 전투 과정

### 10월 26일
중공군이 개입한 지 이틀째가 되던 10월 26일 전선에 변화가 오기 시작하였다. 조재미 대령이 이끄는 제15연대는 삼탄천 북쪽 고지의 중공군을 공격하였는데, 중공군의 역습을 받아 약간 뒤로 물러난 상태에서 더 이상 전진하지 못하고 있었으며, 존 S. 그로우든(John S. Growden) 중령이 이끄는 미 제6전차대대는 탄약과 연료 부족으로 이의 재보급을 위해 제15연대를 지원하던 중 D중대를 남쪽으로 이동시켜야 했다.
제12연대는 선전하여 운산의 서쪽 고지를 확보하고 있었으나, 그 사이에 1개 연대 규모의 중공군이 운산 북방 10 km 일대까지 남하하여 진지를 구축 중에 있었고, 그 일부는 남면천까지 진출함으로써 운산-용산동간의 사단 주보급로가 차단되었다. 이에 사단예비대로 운산 남쪽에 있던 제11연대가 일부 병력으로 이들 중공군을 공격하였으나 중과부적으로 성공하지 못했다. 이날 중공군은 서서히 운산을 포위할 태세를 갖추고 있었다.
그 다음날 사단은 10대의 미 공군 수송기(C-119)에 의한 공수보급을 받음으로써 공격을 계속할 수 있었다. 새로이 탄약을 보급 받은 제15연대는 262고지-199고지-212고지를 연하는 북위 40도선까지 진격하였고, 김점곤 대령이 이끄는 제12연대도 남면천 방향으로 경계를 강화하여 부대를 재배치하였다. 한편 운산 남쪽에서는 김동무 대령이 이끄는 제11연대가 이날 오후 운산-용산동간의 보급로를 차단하고 있는 중공군을 격퇴하는 데 성공하였다.

### 10월 28일
이때 운산국민학교에 위치한 전방지휘소에서 중공군의 상황을 직접 파악한 사단장 백선엽 준장은 사단 정면의 중공군은 완전한 정규군 1개 사단이라고 판단하고 이를 즉각 밀번 군단장에게 제보하였다. 10월 28일의 운산의 전황은 비교적 소강상태를 유지하였으며, 각 연대는 진지강화와 수색활동을 전개하였고, 중공군도 적극적인 행동을 삼가면서 다음 전투를 대비하는 것 같았다. 이날 제12연대는 다시 2명의 중공군을 생포하였는데, 이들도 중공군의 대부대가 침입하였다는 내용을 진술함으로써 10월 25일 최초로 생포한 중공군 포로의 진술내용이 사실로 확인된 셈이었다. 그러나 미 제1군단의 정기 정보보고서는 “중공군이 출현한 것은 사실이나 이는 정규편제의 부대가 아니라 개인적으로 지원한 의용군으로 생각된다.”고 기술하고 있어 미군측은 중공군에 대한 최초의 판단을 바꾸거나 중공정규군 개입을 믿으려 하지 않았음을 알 수 있다.
한편 사단의 우측방 인접 부대인 국군 제2군단은 이날 중공군의 포위작전으로 위기에 직면하게 되었다. 즉 초산까지 진격한 제6사단의 각 연대가 중공군 제40군의 포위공격으로 혼란 상태에 빠지게 되었다. 더구나 운산 북방 10 km 지점의 구봉산(九峰山)에서는 제2연대 2대대가 중공군에게 포위되는 사태가 발생하였다. 이러한 상황 아래서 미 제8군사령관 월턴 워커(Walker) 장군은 운산 정면의 부진한 전국을 타개하기 위하여 평양을 경비중인 미 제1기갑사단 허버트 R. 게이(Gay) 소장으로 하여금 국군 제1사단을 초월 전진하여 압록강으로 진격하도록 명령하였다.
제1사단은 10월 29일 새벽부터 포병의 탄막사격과 긴밀한 항공지원을 받으면서 서북방에 대한 공격을 시작하였다. 중공군은 비록 소화기와 수류탄 및 박격포 등 화력과 장비 면에서 열세였지만 교묘하게 위장한 깊은 참호 속에 워낙 완강히 저항하여 사단의 공격은 조금도 진전이 없었다. 제15연대가 공격하던 262고지와 제12연대 정면의 용포동(龍浦洞) 북쪽 고지는 아무리 포격과 폭격을 반복하여도 끄떡도 하지 않았으며, 국군이 접근할 때마다 중공군은 수류탄을 국군의 머리 위로 퍼부어댔다.

### 10월 30일
그런데 이날 저녁 무렵에 미 제1기갑사단의 전위가 되어 평양을 출발한 제8기갑연대가 용산동에 집결하여 북진을 준비하게 되었다. 이튿날 10월 30일 제15연대는 사단의 우측에서 공격을 계속하였으나 오히려 적에게 점차적으로 압박을 당하고 있었다. 중공군은 국군의 두 배에 달하는 병력으로써 좌우로 우회하여 연대를 포위하려고 하였다. 제11연대 또한 이날 밤에 수차례의 공격을 받고 격전을 벌였으나 병력의 열세로 부득이 1 km 정도 동남쪽으로 전진하지 않으면 안 되었다.
한편 이날 아침 제1사단과 임무를 교대하기 위하여 북진 중이었던 미 제1기갑사단의 주력이 용산동에 집결을 완료하게 되어 사단장은 전날 이곳에 도착해 있는 제8기갑연대를 운산으로 진출시키고 제5기갑연대로 하여금 그 후방을 엄호하도록 하였다. 이 사단의 임무는 국군 제1사단을 초월하여 삭주 방면으로 진격하는 것이었다.
그러나 우측방의 붕괴소식에 이어 운산 서남방에 수 미상의 중공군이 있다는 정보가 입수되었으며, 미 제 8군정보참모는 북진하고 있는 제 8기갑연대장과 참모들에게 운산에서 아군을 공격하나 적은 중공군일 가능성이 크다고 경각심을 환기시켰다. 또한 사단을 지원하고 있는 미 제10고사포단장 윌리엄 H. 헨닉(William H. Henning) 대령도 증거를 제시해 가면서 정면의 적은 중공군이 틀림없다고 설명하였다. 그러나 그들은 이 말을 귀담아 듣지 않았다. 연대는 이날 오후에 격전이 벌어지고 있는 운산에 도착했다.

### 10월 31일
사단은 10월 31일 오전부터 미 제 1기갑사단과 교대를 시작하면서 중공군과의 공방전을 계속하고 있었다. 미 제1기갑연대의 제3대대는 한국군 제11연대와 남면천변에서, 그리고 제2대대는 운산 서측방의 국군 제1연대의 좌측 대대와 교대를 오전 중에 완료하였다. 그러나 전날 밤부터 중공군은 국군 제15연대 정면에 강력한 압력을 가하는 동시에 제12연대의 우측 제2대대도 계속 공격을 가해 왔다. 따라서 동 대대와 교대하기로 되어 있던 미 제1대대는 우선 그 후방의 진지를 점령한 후 한국군을 지원할 태세를 갖추었다.
한편 한국군 제 1사단의 최초 계획에 의하면 제11연대는 미군과 교대하고 난 다음 위기에 처해 있는 제15연대를 증원할 예정이었으나, 이때 사단의 우측 배후를 엄호해주고 있는 한국군 제8사단 16연대가 위기에 처해 있다는 소식을 접하고서는 긴급히 구룡강(九龍江) 동안으로 이동하여 동 연대와 연결하고 이곳 방어에 임함으로써 사단의 우측 배후를 방비하게 되었다. 그런데 중공군은 제39군 주력이 운산 부근을 향하여 남하하고 있었으며, 이때 그들은 주위의 여러 곳에 산불을 질러 그 연기로 유엔군의 공중관측을 차단하고 그들의 부대이동을 은폐하려 하였다.
이 무렵 미 제8군의 맨 좌측방은 순조롭게 진격하고 있었는데 즉 미 제24사단은 서해안 도로를 따라 신속히 진격, 제21연대는 곽산을 거쳐 선천을 통과하였고, 제5연대는 구성을 점령한 후 수풍을 향해 북진하고 있었으며, 정주에 있던 제10연대도 구성으로 접근하고 있었다. 이리하여 동 사단은 압록강을 향해 계속 진격할 계획이었다. 그러나 청천강 계곡으로부터 위급한 사태가 발생하였다. 미 제8군은 국군 제7사단과 제8사단을 구장동의 동서로 연한 방어선에 배치하고자 하였으나 그 전에 돌파를 당하였다. 따라서 중공군의 대군이 곧 청천평야에 출현할 것을 예상하면, 국군 제2군단이 이용가능한 진지는 원리(院里) 일대밖에 없는 셈이었다.
상황이 이렇게 되자 미 제8군사령부에는 전황이 미 제1기갑사단은 운산으로 증원하여 전세의 호전을 기대했던 전날과는 다른 국면으로 변화되고 있음을 간파한 듯 지금까지의 작관적인 분위기가 사라졌다. 워커 장군은 밀번 미 제1군단장에게 운산의 전황을 주시하도록 지시하였다. 그러나 중공군의 병력을 과소평가하는 미 제8군의 종전의 입장에는 변화가 없었다.

## 결과 및 영향
운산-영변의 전투의 결과로 국군은 일시적으로 중공군을 공격하여 전진하였으나 이는 곧 있을 대대적인 중공군의 공격으로 이어졌으며, 물자부족과 북부 산악지방의 추위 속에서 악전고투하지 않을 수 없었다. 일선 지휘관들의 제언에도 불구하고 중공군의 개입을 과소평가한 지휘부의 오판에 따라 많은 손실을 입게 되었으며, 이후 동부전선의 국군은 흥남을 통하여 해상철수를 하기에 이른다.